# Антипа, Григоре
Григоре Антипа (27 ноября 1867, Ботошани — 9 марта 1944, Бухарест) — румынский биолог-дарвинист, зоолог, гидробиолог, океанолог, лимнолог. Основатель школы гидробиологии и ихтиологии в Румынии. Изучал фауну дельты Дуная и Чёрного моря. Директор Бухарестского музея естественной истории (1892—1944). Член Румынской академии (1910).

## Биография
Родился в городе Ботошани в семье юриста. Рано потерял родителей, его воспитанием занималась тётка. При содействии своего старшего брата, Николая, получил стипендию и поехал на учёбу в Германию в Йенский университет. После окончания университета проводил научные исследования во Франции, в Италии, на Капри, где изучал строение рыб и медуз.
В 1892 году он возглавил отдел зоологии и затем стал директором Бухарестского музея естественной истории. На этом посту он проработал до конца своей жизни. Он считается первым человеком, который модернизировал диораму, подчёркивая трёхмерный аспект и первым, кто использовал диорамы в музейной обстановке.
Убедив короля Кароля I в необходимости исследования Дуная и Чёрного моря, отправился в 1893 году на экспедицию на борту броненосца NMS Elisabeta. На протяжении 118 дней исследовал Чёрное море, его румынское побережье и дельту Дуная. Посетил Синоп, Стамбул, Одессу и Севастополь. Позднее он выдвинул гипотезу происхождения дельты Дуная, согласно которой эта территория ранее была лиманом, отделённым от моря песчаным береговым валом. Дунай преодолевал этот вал, разливаясь шестью рукавами.
В 1910 году был избран членом Румынской академии. В 1919 году был в числе основателей Международной комиссии по научным исследованиям Средиземного моря в Мадриде. В 1932 году основал Институт морских исследований и развития в городе Констанца. В 1939 году принят в члены Леопольдины.
В 1941 году опубликовал первую часть фундаментального труда «Чёрное море: океанография, биономия и общая биология». Завершить вторую книгу ему помешала смерть.

## Память

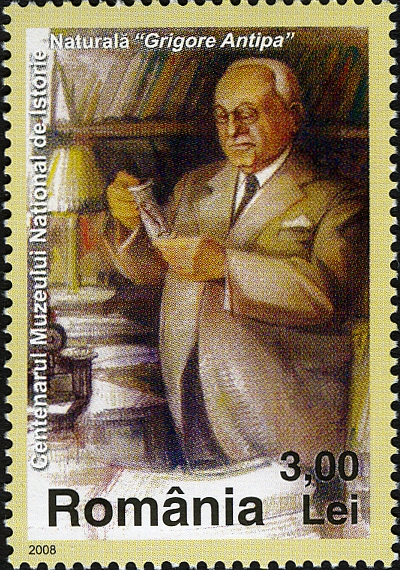
Изображение Г. Антипа на почтовой марке Румынии. 2008

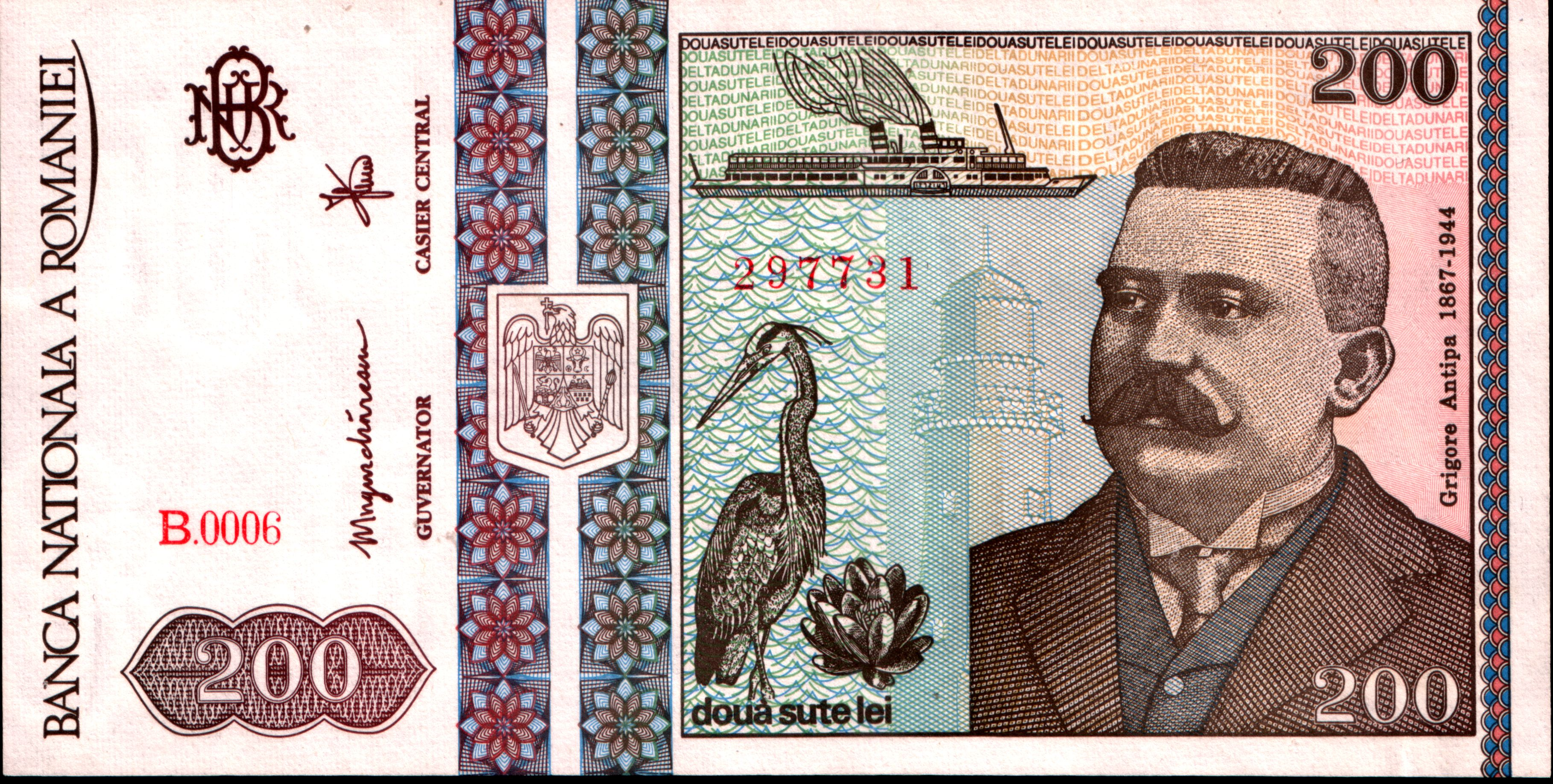
Изображение Г. Антипа на банкноте в 200 леев

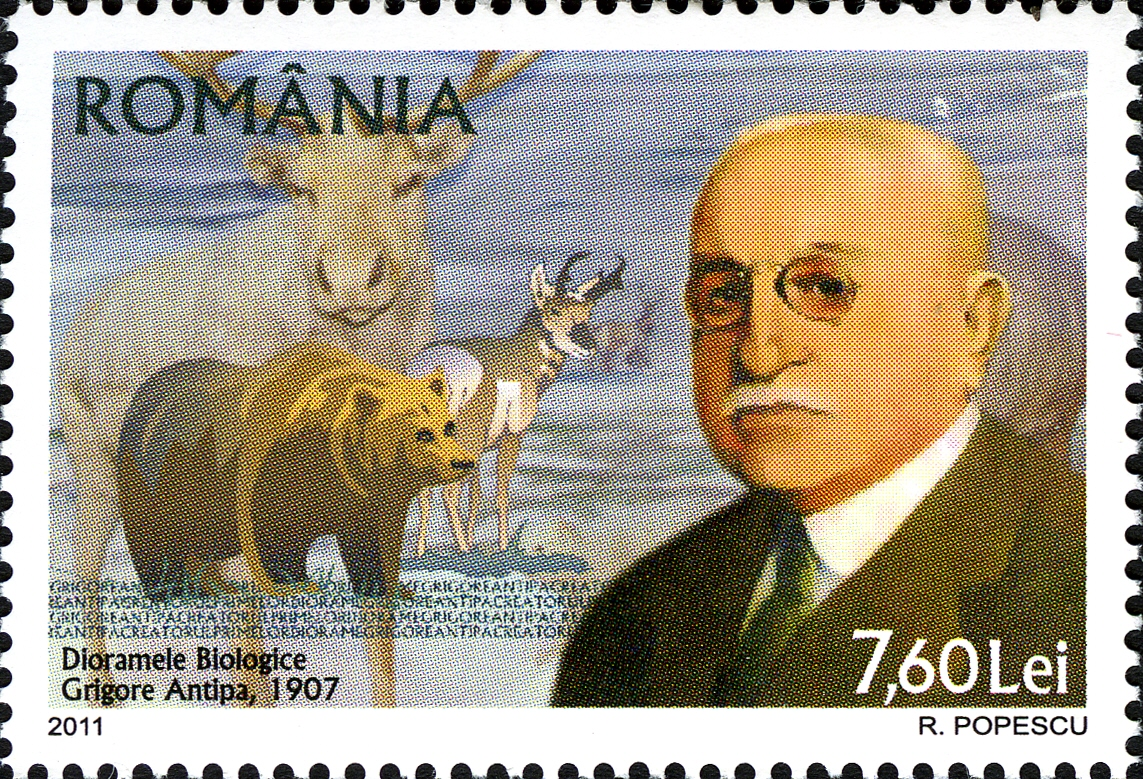
Изображение Г. Антипа на почтовой марке Румынии. 2011

Имя Григоре Антипы носит Национальный музей естественной истории в Бухаресте, который он возглавлял с 1892 по 1944 годы. Его портрет был помещён на банкноту в 200 леев серии 1991—1994 годов.